# (21529) Johnjames
(21529) Johnjames (1998 MF37) – planetoida z pasa głównego asteroid okrążająca Słońce w ciągu 4,89 lat w średniej odległości 2,88 j.a. Odkryta 26 czerwca 1998 roku.